# Loveless
Loveless je druhé studiové album irské rockové hudební skupiny My Bloody Valentine. Vydáno bylo v listopadu roku 1991 společností Creation Records a jeho producenty byli Kevin Shields a Colm Ó Cíosóig, kteří ve skupině rovněž hráli. V britské hitparádě (UK Albums Chart) se umístilo na 24. příčce a bylo oceněno stříbrnou deskou.

## Seznam skladeb
1. „Only Shallow“ – 4:17
2. „Loomer“ – 2:38
3. „Touched“ – 0:56
4. „To Here Knows When“ – 5:31
5. „When You Sleep“ – 4:11
6. „I Only Said“ – 5:34
7. „Come in Alone“ – 3:58
8. „Sometimes“ – 5:19
9. „Blown a Wish“ – 3:36
10. „What You Want“ – 5:33
11. „Soon“ – 6:58

## Obsazení
- Colm Ó Cíosóig – bicí, sampler
- Bilinda Butcher – zpěv, kytara
- Debbie Googe – baskytara
- Kevin Shields – kytara, zpěv, sampler, klávesy